# Opisthocoelicaudia
Opisthocoelicaudia ist eine Gattung sauropoder Dinosaurier aus der Gruppe der Titanosauria. Fossile Überreste dieser Gattung stammen aus der Oberkreide (spätes Campanium bis frühes Maastrichtium) der Mongolei (Nemegt-Formation). 
Bisher ist ein gut erhaltenes, teilweise im anatomischen Verbund vorgefundenes Skelett bekannt, dem lediglich Hals und Schädel fehlen – somit gehört Opisthocoelicaudia zu den am vollständigsten fossil überlieferten Titanosauria. Die Gattung wurde ursprünglich für einen Vertreter der Camarasauridae gehalten, gilt jedoch heute als sehr abgeleiteter (fortgeschrittener) Vertreter der Saltasauridae innerhalb der Titanosauria. Manchmal wird Opisthocoelicaudia mit dem verwandten Alamosaurus innerhalb einer Opisthocoelicaudiinae genannten Gruppe zusammengefasst. Einzige Art ist Opisthocoelicaudia skarzynskii.

## Merkmale
Opisthocoelicaudia war wie alle Sauropoden ein vierbeinig laufender Pflanzenfresser mit einem tonnenförmigen Körper und einem langen Hals und Schwanz. Es handelte sich um einen relativ kleinen Sauropoden – Paul (1997) schätzt das nahezu vollständig erhaltene Exemplar auf eine Länge von 11,3 Metern und ein Gewicht von 8,4 Tonnen. Eine jüngere Studie von Packard und Kollegen (2009) nimmt derweil ein Gewicht von 13 Tonnen an.
Schädel und Hals sind nicht fossil überliefert – jedoch deutet eine Rekonstruktion des Nackenbands (Ligamentum nuchae) auf einen Hals von mittlerer Länge hin, der waagerecht oder leicht nach unten geneigt getragen wurde. Der Schwanz war mit etwa 35 Schwanzwirbeln relativ kurz, wie bei dem verwandten Alamosaurus. Wie bei anderen abgeleiteten Titanosauria fehlten zusätzliche mechanische Verbindungselemente der Wirbel (Hyposphen-Hypantrum-Verbindungen), was zu einer flexibleren Rückenwirbelsäule führte, während ein zusätzlicher sechster Kreuzbeinwirbel die Beckenregion verstärkte. Die Rückenwirbelsäule war gerade. Während traditionelle Rekonstruktionen von einem etwa horizontal ausgerichteten Rücken ausgehen, zeigen Daniela Schwarz und Kollegen (2007), dass der Rücken tatsächlich nach hinten abfiel. So war das Schulterblatt (Scapula) mit einem Winkel von etwa 55 bis 60° gegenüber der Horizontalen deutlich steiler ausgerichtet als zuvor angenommen, was zu einer erhöhten Schulterregion führte. Die Wirbel der vorderen Schwanzhälfte waren stark opisthocoel, das heißt, sie waren auf der Vorderseite konvex und auf der Hinterseite konkav. Dieses Merkmal ist für Opisthocoelicaudia namensgebend und unterscheidet die Gattung von allen anderen Titanosauria, welche meist durch stark procoele (auf der Vorderseite konkave und auf der Hinterseite konvexe) vordere Schwanzwirbel gekennzeichnet waren. Ein weiteres einzigartiges (autapomorphes) Merkmal waren die gegabelten Dornfortsätze der präsakralen (vor dem Kreuzbein gelegenen) Wirbel.
Das Sitzbein (Ischium) war wie bei vielen anderen Titanosauria relativ kurz und machte bei Opisthocoelicaudia lediglich 2/3 der Länge des Schambeins (Pubis) aus. Anders als bei anderen Titanosauria waren Scham- und Sitzbein miteinander verschmolzen. Die säulenartigen Beine waren wie bei anderen Titanosauria robust und verhältnismäßig kurz. Die Vorderbeine waren beim gefundenen Exemplar 1,87 Meter hoch, gemessen vom höchsten Punkt des Oberarmknochens (Humerus), und machen etwa zwei Drittel der Länge der Hinterbeine aus, die mit einer Höhe von 2,64 Metern rekonstruiert wurden. Wie bei anderen Titanosauria waren die Beine leicht nach außen gebeugt, und standen nicht genau senkrecht unter dem Körper, wie bei anderen Sauropoden.
Der Vorderfuß bestand lediglich aus den fünf vertikal stehenden und halbkreisförmig angeordneten Mittelhandknochen – wie bei allen Titanosauria fehlten Handwurzelknochen (Carpalia). Fingerglieder, die bei anderen Titanosauria oft als extrem reduzierte Reste vorhanden waren, fehlten bei Opisthocoelicaudia vollständig. Das Sprungbein (Astragalus) des Sprunggelenks war stark reduziert, wie bei anderen Titanosauria; das Fersenbein (Calcaneus) fehlte bei Opisthocoelicaudia scheinbar vollständig. Im Gegensatz zum Handskelett wies das Fußskelett die für Sauropoden typischen gut entwickelten Zehenglieder und Krallen auf. Die Phalangenformel (gibt Anzahl der Zehenglieder jeder Zehe an) beträgt 2-2-2-1-0. Bis heute sind erst zwei weitere vollständige Fußskelette von Titanosauriern entdeckt worden, die jedoch eine abweichende Phalangenformel zeigen.
Bei 10 der über 40 bekannten Titanosaurier-Gattungen konnten Osteoderme (Hautknochenplatten) nachgewiesen werden. Da bei Opisthocoelicaudia trotz eines vollständig erhaltenen Restskeletts keine Osteoderme gefunden wurden, halten es Forscher für wahrscheinlich, dass diese Gattung tatsächlich keine Osteoderme besaß. Andere, durch relativ vollständige Skelettfunde bekannte Titanosaurier ohne Osteoderme sind Alamosaurus, Epachthosaurus und Phuwiangosaurus. Dies zeigt, dass Osteoderme in der Evolution der Titanosauria mehrfach unabhängig voneinander erworben wurden.

## Fossilbericht, Entdeckungsgeschichte und Namensgebung

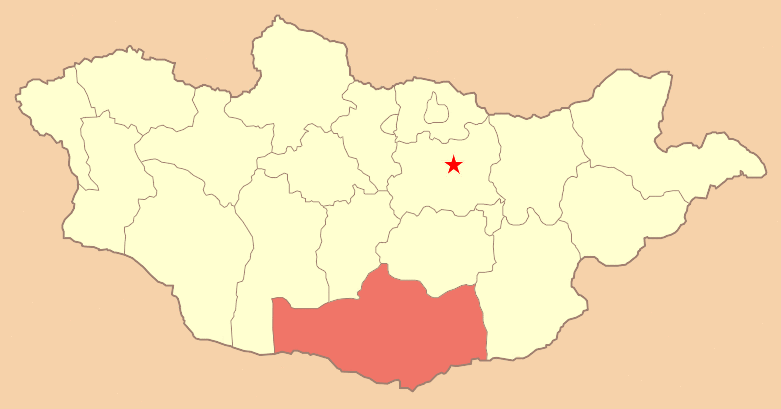
Ömnö-Gobi-Aimag, der mongolische Aimag (Provinz), in dem alle Opisthocoelicaudia-Fossilien entdeckt wurden.

Das Typusexemplar (Exemplarnummer ZPAL MgD-I/48) ist ein schädelloses (postkraniales) Skelett, dem lediglich die Halswirbel fehlen. Der Fundort, Altan Ula IV, befindet sich im südmongolischen Aimag Ömnö-Gobi und ist Teil der Nemegt-Formation, der jüngsten der drei geologischen Formation des Nemegt-Beckens. Altan Ula IV ist für eine Vielzahl verschiedener Wirbeltier-Fossilien berühmt – unter den Funden sind neben dem Opisthocoelicaudia-Skelett beispielsweise der Troodontide Borogovia sowie der Ankylosaurier Tarchia. Das Skelett gehörte zu einem alten Individuum. Der Großteil der gefundenen Wirbel ist als Serie im anatomischen Verbund erhalten geblieben, die aus 8 Rückenwirbeln, 6 Kreuzbeinwirbeln und 34 Schwanzwirbeln besteht. 3 weitere, schlecht erhaltene Wirbel wurden isoliert von der Serie gefunden und gehörten wahrscheinlich zum Übergangsbereich zwischen Hals- und Rückenwirbelsäule. Die übrigen Teile des Skeletts waren schwach aus dem ursprünglichen anatomischen Verbund verschoben.
Neben diesem Skelett wurde auch ein Schulterblatt mit Rabenbein (Coracoid) beschrieben (Exemplarnummer ZPAL MgD-I/25c), das zu einem jungen Individuum gehörte, wie sich an der noch nicht verschmolzenen Naht zwischen diesen beiden Knochen zeigt. Forscher um Philip Currie erwähnen zudem einen fragmentarischen Schwanz (Exemplarnummer MPD 100/406), der ebenfalls Opisthocoelicaudia zugeschrieben werden kann. Dieser Fund stammt aus der Nemegt-Fundstelle, aus welcher unter anderem der Nemegtosaurus-Schädel stammt.
Das Typexemplar wurde vom Geologen Ryszard Gradziński zwischen dem 10. und 23. Juni 1965 während einer polnisch-mongolischen Expedition entdeckt. Der Transport des Opisthocoelicaudia-Skeletts hinaus aus dem sehr unwegsamen Gelände stellte das Expeditionsteam vor große technische Probleme: Das Skelett war in hartem Sandstein eingebettet und musste in Blöcken mithilfe von Schlitten über eine Distanz von 580 Metern zum nächsten, mit Fahrzeugen erreichbaren Platz gebracht werden. Die Blöcke, bestehend aus fossilen Knochen sowie umgebendem Gestein, wogen insgesamt etwa 12 Tonnen. Am 9. Juli begann die Verpackung des Skeletts in 35, teilweise über eine Tonne schwere Kisten, die anschließend nach Dalandsadgad transportiert wurden. Derzeit befindet sich das Skelett in der Sammlung des Instituts für Geologie der Mongolischen Akademie der Wissenschaften in Ulaanbaatar.
Die Gattung wurde 1977 von Magdalena Borsuk-Białynicka erstmals wissenschaftlich beschrieben. Der Name spielt auf den besonderen Bau der Schwanzwirbel an (altgriechisch opisthe – „hinten“, koilos – „hohl“, und lateinisch cauda – „Schwanz“). Der zweite Teil des Artnamens, skarzynskii, ehrt Wojciech Skarżyński, den Präparator des Skeletts.

## Taphonomie
Das Typusexemplar zeigt Bissspuren insbesondere am Becken und am rechten Oberschenkelknochen, was zeigt, dass Fleischfresser am Kadaver des Tieres gefressen haben. Kopf und Hals des ansonsten vollständig erhaltenen Skeletts fehlen, was darauf hindeutet, dass die Fleischfresser diese Körperteile fortgetragen haben könnten. Das Skelett ist in Rückenlage gefunden worden. Bezeichnend ist, dass sich die linken Bein- und Rippenknochen an der rechten Seite des Körpers fanden, während umgekehrt die rechten Bein- und Rippenknochen auf der linken Körperseite gefunden wurden. Wahrscheinlich wurde der Kadaver lediglich für kurze Zeit von einem Flutereignis transportiert und anschließend von Sediment begraben, noch bevor das weiche Gewebe vollständig verwest ist. Hierauf weisen die größtenteils nur schwach aus ihrer ursprünglichen anatomischen Lage verschobenen Knochen hin.

## Systematik
Anfangs galt Opisthocoelicaudia als ein Vertreter der Camarasauridae, einer anderen Gruppe der Sauropoden, die unter anderem Camarasaurus und Euhelopus mit einschließen sollte, heute jedoch nicht mehr anerkannt wird. Diese Zuordnung wurde vor allem mit den gabelförmigen, niedrigen Dornfortsätzen der Rückenwirbel begründet. Die Erstbeschreiberin Borsuk-Białynicka ordnete Opisthocoelicaudia der Euhelopodinae zu, die damals als Unterfamilie innerhalb der Familie Camarasauridae geführt wurde. Coombs und Molnar (1981) ordneten die Gattung derweil innerhalb der Camarasaurinae ein, einer anderen Unterfamilie der Camarasauridae. Erst 1993 konnten Salgado und Coria zeigen, dass es sich tatsächlich um einen Titanosaurier handelte: So zeigten Opisthocoelicaudia und andere abgeleitete Titanosauria zahlreiche gemeinsame Merkmale (Synapomorphien), darunter beispielsweise einen sechsten Kreuzbeinwirbel, opisthocoele Rückenwirbel, fehlende Fingerglieder, ein verkürztes Sitzbein (Ischium), fehlende Hyposphen-Hypantrum-Verbindungen der Wirbelbögen oder ein halbmondförmiges Brustbein (Sternum). Salgado und Coria (1993) stellten Opisthocoelicaudia zu den Titanosauridae, ein in der Vergangenheit häufig verwendeter Name, der jedoch von vielen heutigen Forschern als ungültig betrachtet wird. Stattdessen wird manchmal der Name Lithostrotia verwendet, welcher die gleiche Gruppe beschreibt, die auch durch den Namen Titanosauridae belegt ist.
Fast alle phylogenetischen Analysen kommen zu dem Ergebnis, dass Opisthocoelicaudia nahe mit der nordamerikanischen Gattung Alamosaurus verwandt ist. Beide Gattungen werden meistens als nahe Verwandte von Saltasaurus und Neuquensaurus betrachtet – letztere Gattungen werden auch als Saltasaurinae zusammengefasst. Einige Forscher sehen Alamosaurus und Opisthocoelicaudia als monophyletische Gruppe, die Opisthocoelicaudiinae genannt und der Saltasaurinae gegenübergestellt wird. Andere Forscher klassifizieren beide Gattungen als Außengruppen der Saltasaurinae, wobei sie die Opisthocoelicaudiinae als paraphyletisch betrachten. Die Gruppierung Saltasaurinae + Opisthocoelicaudia + Alamosaurus wird auch als Saltasauridae bezeichnet. Im Gegensatz zu den meisten anderen bisherigen Analysen kommt Curry Rogers (2005) zu dem Ergebnis, dass Alamosaurus und Opisthocoelicaudia lediglich entfernt mit der Saltasaurinae verwandt waren. Upchurch und Kollegen (2004) derweil sehen Alamosaurus und Opisthocoelicaudia nicht als nahe Verwandte – während sie Alamosaurus außerhalb der Saltasauridae als Schwestertaxon von Pellegrinisaurus klassifizieren, ordnen sie Opisthocoelicaudia innerhalb der Saltasauridae ein.
Es folgen zwei Kladogramm-Beispiele – mit monophyletischer Opisthocoelicaudiinae (Wilson 2002, links) und mit paraphyletischer Opisthocoelicaudiinae (Calvo und Gonzáles-Riga 2003, rechts):
|  | Opisthocoelicaudia |
|  |                    |
|  | Alamosaurus        |
|  |                    |

|  | Neuquensaurus |
|  |               |
|  | Saltasaurus   |
|  |               |

|  | Opisthocoelicaudia |
|  |                    |
|  | Alamosaurus        |
|  |                    |

|  | Neuquensaurus |
|  |               |
|  | Saltasaurus   |
|  |               |

|  | Opisthocoelicaudia |
|  |                    |
|  | Alamosaurus        |
|  |                    |

|  | Neuquensaurus |
|  |               |
|  | Saltasaurus   |
|  |               |

|  | Opisthocoelicaudia |
|  |                    |
|  | Alamosaurus        |
|  |                    |

|  | Neuquensaurus |
|  |               |
|  | Saltasaurus   |
|  |               |

|               | Alamosaurus                                                   |
|               |                                                               |
| Saltasaurinae | \| \| Neuquensaurus \| \| \| \| \| \| Saltasaurus \| \| \| \| |
|               | \| \| Neuquensaurus \| \| \| \| \| \| Saltasaurus \| \| \| \| |
|               | Neuquensaurus                                                 |
|               |                                                               |
|               | Saltasaurus                                                   |
|               |                                                               |

|  | Neuquensaurus |
|  |               |
|  | Saltasaurus   |
|  |               |

|               | Alamosaurus                                                   |
|               |                                                               |
| Saltasaurinae | \| \| Neuquensaurus \| \| \| \| \| \| Saltasaurus \| \| \| \| |
|               | \| \| Neuquensaurus \| \| \| \| \| \| Saltasaurus \| \| \| \| |
|               | Neuquensaurus                                                 |
|               |                                                               |
|               | Saltasaurus                                                   |
|               |                                                               |

|  | Neuquensaurus |
|  |               |
|  | Saltasaurus   |
|  |               |

|               | Alamosaurus                                                   |
|               |                                                               |
| Saltasaurinae | \| \| Neuquensaurus \| \| \| \| \| \| Saltasaurus \| \| \| \| |
|               | \| \| Neuquensaurus \| \| \| \| \| \| Saltasaurus \| \| \| \| |
|               | Neuquensaurus                                                 |
|               |                                                               |
|               | Saltasaurus                                                   |
|               |                                                               |

|  | Neuquensaurus |
|  |               |
|  | Saltasaurus   |
|  |               |

|               | Alamosaurus                                                   |
|               |                                                               |
| Saltasaurinae | \| \| Neuquensaurus \| \| \| \| \| \| Saltasaurus \| \| \| \| |
|               | \| \| Neuquensaurus \| \| \| \| \| \| Saltasaurus \| \| \| \| |
|               | Neuquensaurus                                                 |
|               |                                                               |
|               | Saltasaurus                                                   |
|               |                                                               |

|  | Neuquensaurus |
|  |               |
|  | Saltasaurus   |
|  |               |

### Synonymie mitNemegtosaurus
Ein weiterer Sauropode der Nemegt-Formation ist Nemegtosaurus, der lediglich durch einen Schädelfund bekannt ist. Von Opisthocoelicaudia ist derweil nur das Restskelett bekannt, was direkte anatomische Vergleiche ausschließt. Verschiedene Forscher vermuten, dass es sich bei beiden Gattungen um ein und dieselbe Spezies handelt (Synonymie). Nach den Internationalen Regeln für die Zoologische Nomenklatur (ICZN) hätte in einem solchen Fall der zuerst vergebene Name – in diesem Fall Nemegtosaurus – Gültigkeit; der Name Opisthocoelicaudia wäre dann ungültig.
Borsuk-Białynicka hält eine Synonymie in ihrer Erstbeschreibung für unwahrscheinlich, da sie beide Gattungen als Vertreter verschiedener Gruppen sah. So klassifizierte sie Opisthocoelicaudia als Camarasauriden, während sie Nemegtosaurus in Übereinstimmung mit der damaligen Forschungsmeinung der Dicraeosauridae zuschrieb. Außerdem argumentierte sie, dass mehrere Sauropoden-Spezies zur selben Zeit am selben Ort nicht ungewöhnlich waren, wie andere Fossillagerstätten wie beispielsweise die Morrison-Formation mit mehr als fünf zeitgleich lebenden Sauropoden-Spezies zeigen.
Mittlerweile werden beide Gattungen innerhalb der Titanosauria eingeordnet, weshalb beispielsweise Wilson (2005) bemerkt, dass eine Synonymie nicht ausgeschlossen werden kann. Currie und Kollegen (2003) halten eine Synonymie für sehr wahrscheinlich und berichten über einen fragmentarischen Schwanz, der Opisthocoelicaudia zugeschrieben werden kann und aus der gleichen Fundstelle wie der Nemegtosaurus-Schädel stammt. Zur endgültigen Klärung der Frage seien jedoch weitere Funde nötig.

## Paläoökologie
Die Opisthocoelicaudia-Fossilien stammen aus der Nemegt-Formation, einer geologischen Formation, die in der Wüste Gobi in der südlichen Mongolei aufgeschlossen ist. Zwar ist ihr Alter nie radiometrisch datiert worden – die Fossilfauna zeigt jedoch an, dass sie während des Maastrichtiums (zwischen 72 und 66 Millionen Jahre) zur Ablagerung kam. Große Flussbetten und Bodenreste (Paläoböden) weisen auf ein relativ feuchtes Klima hin, das im Kontrast zu dem halbtrockenen Klima steht, unter dem die unterliegenden Schichten, die Barun-Goyot-Formation und die Djadochta-Formation, abgelagert wurden. Calichen – Konkretionen aus gefälltem Calciumcarbonat – deuten jedoch auf periodische Dürren hin.
Die Nemegt-Formation ist eine bedeutende Fossillagerstätte und enthält eine der reichhaltigsten und vielfältigsten bekannten Dinosaurierfaunen. So teilte Opisthocoelicaudia den Lebensraum mit Schildkröten, Krokodilen wie Shamosuchus und Vögeln wie Gurilynia, Judinornis und Teviornis. Säugetierfossilien werden nur sehr selten gefunden. Dinosaurier aus der Gruppe der Vogelbeckensaurier (Ornithischia) waren mit dem Ankylosaurier Tarchia, den Pachycephalosauriern Homalocephale und Prenocephale sowie mit den Hadrosauriden Saurolophus und Barsboldia vertreten. Die zahlreichen kleinen Theropoden der Formation schließen Troodontiden wie Borogovia, Tochisaurus und Zanabazar, Oviraptorosaurier wie Elmisaurus, Nemegtomaia und Rinchenia, Ornithomimosaurier wie Anserimimus, Gallimimus und Deinocheirus, Therizinosauroideen wie Therizinosaurus sowie den Dromaeosauriden Adasaurus und die Tyrannosauroideen Bagaraatan und Alioramus mit ein. Spitzenprädator der Fauna – und möglicherweise Fressfeind von Opisthocoelicaudia – war der Tyrannosauride Tarbosaurus. Neben Opisthocoelicaudia ist mit Nemegtosaurus eine zweite Sauropoden-Spezies vertreten.

## Paläobiologie

### Stützfunktion des Schwanzes
Borsuk-Białynicka vermutete, dass der Schwanz als eine Art drittes Bein eine Aufrichtung auf die Hinterbeine erlaubt haben könnte, beispielsweise bei der Nahrungssuche. Sie argumentierte, dass der Schwanz dank der opisthocoelen Schwanzwirbel flexibler gewesen sei als bei anderen Sauropoden. Auch Merkmale an den Beckenknochen, wie eine vertiefte Hüftgelenkspfanne (Acetabulum) mit verdicktem Rand, würden diese Theorie unterstützen. Einige jüngere Studien interpretieren weitere Merkmale, wie den mit nur etwa 35 Schwanzwirbeln stark verkürzten Schwanz, als mögliche Hinweise auf eine Stützfunktion des Schwanzes bei Opisthocoelicaudia und anderen Saltasauriden.

### Fußspuren
Fossile Fußspuren werden in der Nemegt-Formation nur sehr selten gefunden. Verschiedene Fußspuren, die vor allem von Hadrosauriden stammen, konnten in der Nemegt-Fundstelle freigelegt werden – darunter sind mindestens zwei Trittsiegel, die vom Hinterfuß eines Sauropoden erzeugt wurden. Currie und Kollegen (2003) ordnen diese Spuren der Gattung Opisthocoelicaudia zu, was durch die sehr ähnliche Morphologie der Trittsiegel und des Fußskeletts des Opisthocoelicaudia-Typexemplars begründet wird. Zwar sei es möglich, dass die Trittsiegel tatsächlich von einer anderen, verwandten Gattung stammen. Dies ist nach Ansicht dieser Forscher jedoch unwahrscheinlich, da sie Nemegtosaurus und Opisthocoelicaudia als Synonyme betrachten und folglich lediglich eine einzige Sauropoden-Spezies in der Nemegt-Fauna postulieren.
Bei beiden Trittsiegeln handelt es sich um dreidimensionale Abgüsse der eigentlichen, nicht mehr erhaltenen Abdrücke. Der am besten erhaltene Sauropoden-Trittsiegel misst 63 Zentimeter im Durchmesser und gehörte wahrscheinlich zu einem Tier, das etwas größer war als das Opisthocoelicaudia-Typusexemplar. Obwohl die untere (ventrale) Fläche kaum erhalten ist, sind die vertikalen, seitlichen Flächen sehr gut erhalten: Sie zeigen sogar einen Hautabdruck, der die sich nicht überlappenden Schuppen mit einem Durchmesser von durchschnittlich 14 Millimeter zeigt. Der Spurenerzeuger trug zwei bis drei Krallen an jedem Hinterfuß, wobei die Zehen fast senkrecht standen (digitigrade). Der Fuß des Spurenerzeugers ist wahrscheinlich etwas länger als breit gewesen.

## Weiterführende Literatur
- Magdalena Borsuk-Białynicka: A new camarasaurid sauropod Opisthocoelicaudia skarzynskii gen. n., sp. n. from the Upper Cretaceous of Mongolia. In: Palaeontologia Polonica. Nr. 37, 1977, ISSN 0078-8562, S. 5–64, Digitalisat (PDF; 5,62 MB).
- Philip J. Currie, Demchig Badamgarav, Eva B. Koppelhus: The First Late Cretaceous Footprints from the Nemegt Locality in the Gobi of Mongolia. In: Ichnos. Bd. 10, Nr. 1, 2003, ISSN 1042-0940, S. 1–12, doi:10.1080/10420940390235071.
- Zofia Kielan-Jaworowska, Naydin Dovchin: Narrative of the Polish-Mongolian Expeditions 1963–1965. In: Palaeontologia Polonica. Nr. 19, 1969, S. 7–30, Digitalisat (PDF; 2,53 MB).
- Leonardo Salgado, Rodolfo A. Coria: Consideraciones sobre las relaciones filogeneticas de Opisthocoelicaudia skarynskii (Sauropoda) del Cretácico superior de Mongolia. In: X Jornadas Argentinas de Paleontologia de Vertebrados. 1993, (In englischer Sprache: Considerations on the phylogenetic relationships of Opisthocoelicaudia skarzynskii (Sauropoda) from the Upper Cretaceous of Mongolia. Abstract, übersetzt von Jeffrey Wilson im Doc-Format).
- Daniela Schwarz, Eberhard Frey, Christian A. Meyer: Novel Reconstruction of the Orientation of the Pectoral Girdle in Sauropods. In: The Anatomical Record. Bd. 290, Nr. 1, 2007, ISSN 1932-8486, S. 32–47, doi:10.1002/ar.20405.